# Vlastimil Mařinec
Vlastimil Mařinec (* 9. Januar 1957 in Pacov) ist ein ehemaliger tschechischer Leichtathlet, der sich auf den Dreisprung spezialisiert hat und der für die Tschechoslowakei an den Start ging. Seinen größten sportlichen Erfolg feierte er mit dem Gewinn der Silbermedaille bei den Halleneuropameisterschaften 1984 in Göteborg.

## Sportliche Laufbahn
Erste internationale Erfahrungen sammelte Vlastimil Mařinec bei den 1983 erstmals ausgetragenen Weltmeisterschaften in Helsinki, bei denen er mit einer Weite von 17,13 m im Finale den fünften Platz im Dreisprung belegte und im Weitsprung kurzfristig auf einen Start verzichtete. Im Jahr darauf gewann er bei den Halleneuropameisterschaften in Göteborg mit 17,16 m die Silbermedaille im Dreisprung hinter Hryhorij Jemez aus der Sowjetunion. Daraufhin nahm er an keinen weiteren internationalen Veranstaltungen teil.
1983 wurde Mařinec tschechoslowakischer Meister im Weitsprung sowie 1980 und 1981 sowie 1983 und 1984 im Dreisprung. Zudem wurde er 1981 Hallenmeister im Dreisprung.

## Persönliche Bestleistungen
- Weitsprung: 7,99 m (+0,2 m/s), 24. Juli 1983 in Prag
- Dreisprung: 17,21 m (+0,9 m/s), 4. Juni 1983 in Bratislava